# Melbourne Airport
Melbourne Airport (IATA: MEL, ICAO: YMML), även känd som Tullamarine Airport, är en internationell flygplats i Melbourne i delstaten Victoria i Australien. Den invigdes 1970, och ersatte då Essendon Airport.
Flygplatsen har sitt eget postnummer —Melbourne Airport, Victoria (3045).

### Fotnoter
1. ↑  ”Suburbs in postcode 3045 – Australia Post Codes”. Auspostcode.com. Arkiverad från originalet den 7 juli 2011. https://web.archive.org/web/20110707190651/http://www.auspostcode.com/postcode/3045. Läst 30 maj 2011.